# Samedan
Samedan ( toponimo romancio; in tedesco Samaden, desueto, in italiano Samedano, raro, o Samada, desueto) è un comune svizzero di 2 923 abitanti del Canton Grigioni, nella regione Maloja della quale è il capoluogo.

## Geografia fisica
Samedan è situato in Alta Engadina, sulla sponda sinistra dell'Inn; dista 6 km da Sankt Moritz, 55 km da Tirano, 73 km da Coira e 130 km da Lugano. Nel territorio comunale sono comprese alcune delle cime più alte del Canton Grigioni: il Pizzo Bernina (4 049 m s.l.m.), sul confine con Pontresina; il Piz Scerscen (3 971 m s.l.m.) e il Piz Roseg (3 937 m s.l.m.), entrambi sul confine con Lanzada.

## Monumenti e luoghi d'interesse
- Chiesa riformata di San Pietro, eretta nel 1491, con campanile romanico antecedente[1];
- Chiesa cattolica del Sacro Cuore di Gesù, eretta nel 1911[1];
- Casa Planta (Chesa Planta), palazzo signorile che ospita la Fundaziun de Planta (istituita nel 1943), una biblioteca di letteratura romancia e l'Archivio culturale dell'Engadina[1][4];
- Torre d'abitazione, attestata dal 1288[1].

## Società

### Evoluzione demografica
L'evoluzione demografica è riportata nella seguente tabella:
Abitanti censiti

### Lingue e dialetti
A Samedan convivono tre gruppi linguistici: quello tedesco, quello romancio e quello italiano. Le parlate di origine latina, prevalenti in passato, hanno mostrato una loro riduzione negli ultimi decenni e così negli ultimi censimenti la maggioranza della popolazione si è dichiarata appartenente al gruppo linguistico tedesco.
| Lingue a Samedan | Lingue a Samedan | Lingue a Samedan | Lingue a Samedan | Lingue a Samedan | Lingue a Samedan | Lingue a Samedan |
| ---------------- | ---------------- | ---------------- | ---------------- | ---------------- | ---------------- | ---------------- |
| Lingue           | Censimento 1980  | Censimento 1980  | Censimento 1990  | Censimento 1990  | Censimento 2000  | Censimento 2000  |
| Lingue           | Abitanti         | Percentuale      | Abitanti         | Percentuale      | Abitanti         | Percentuale      |
| Tedesco          | 1140             | 44,65%           | 1567             | 54,50%           |                  | 43%              |
| Romancio         | 841              | 32,94%           | 649              | 22,57%           |                  | 32%              |
| Italiano         | 451              | 17,67%           | 476              | 16,56%           | 458              | 14,92%           |
| Totale           | 2553             | 100%             | 2875             | 100%             |                  |                  |

## Cultura
Negli ultimi decenni del XIX secolo ha operato la casa editrice Simon Tanner, che ha pubblicato opere in romancio come Sorrirs e Larmas di Gian Fadri Caderas; anche le opere di Zaccaria Pallioppi sono edite a Samedan.

## Economia

### Turismo

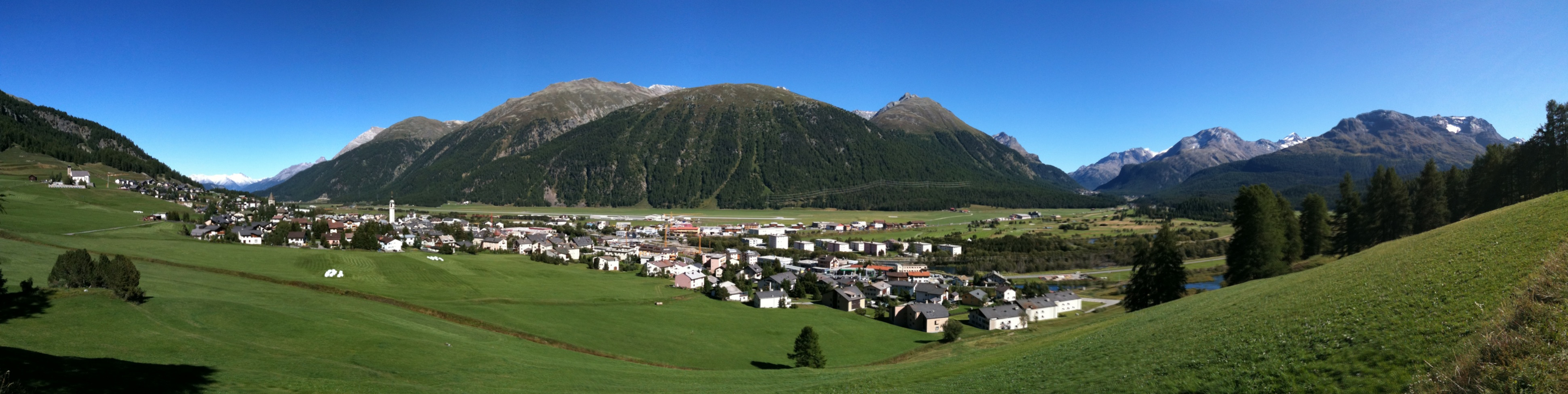
Panorama di Samedan

Samedan è una rinomata località di villeggiatura sia estiva (alpinismo, escursionismo), sviluppatasi a partire dagli anni 1830, sia invernale (stazione sciistica).

## Infrastrutture e trasporti

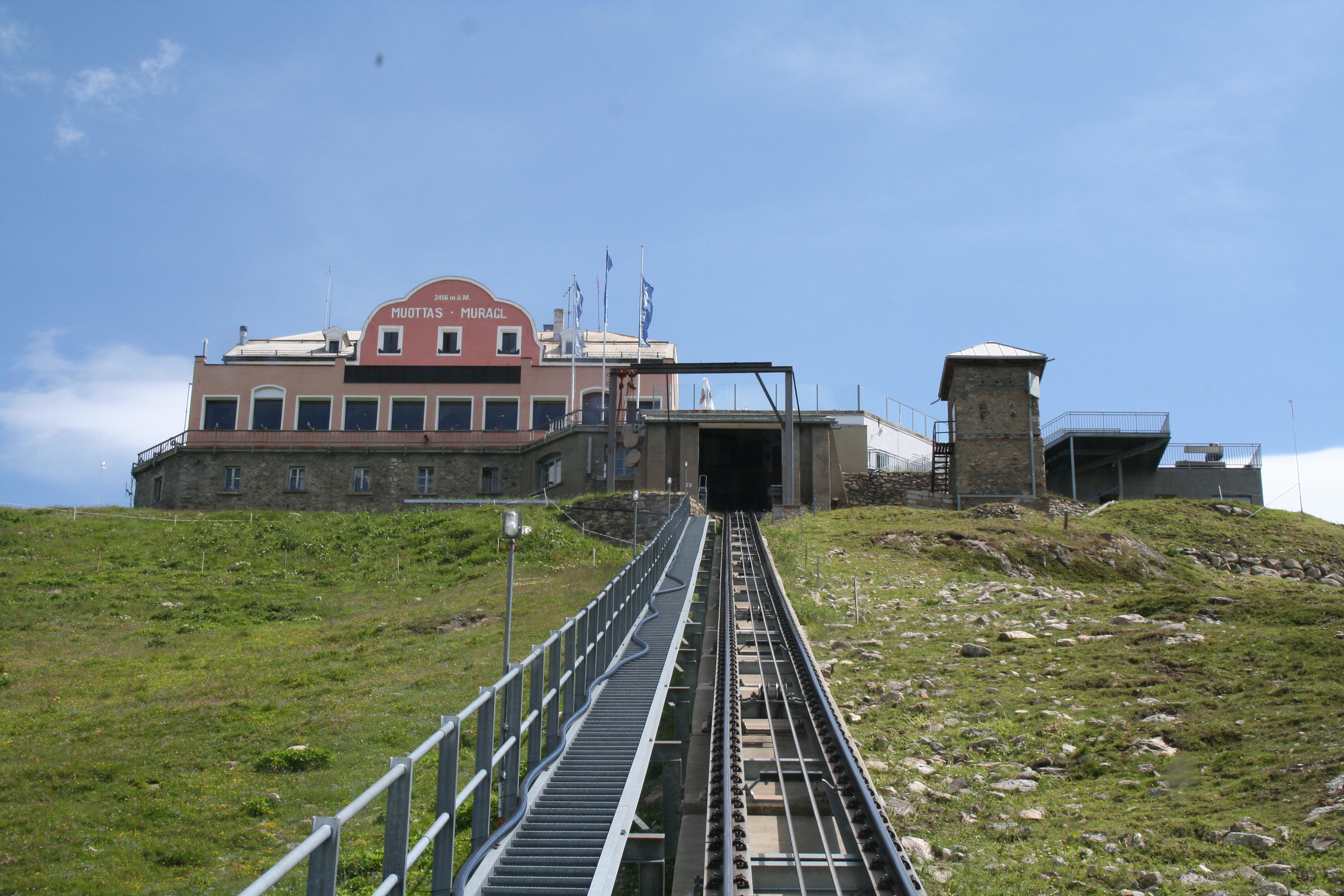
La ferrovia del Muottas Muragl

È servito dalle stazioni ferroviarie di Samedan e di Punt Muragl della Ferrovia Retica, sulle linee dell'Albula e dell'Engadina; nel territorio comunale è presente la ferrovia del Muottas Muragl, funicolare che conduce al rifugio omonimo.
A Samedan ha sede l'aeroporto d'Engadina, a uso commerciale e militare.

## Sport
Stazione sciistica specializzata nello sci nordico, ospita la granfondo Engadin Skimarathon (42 km tecnica libera).